# Minka Kuustonen
Minka Kuustonen   (Hèlsinki, 24 d'agost de 1985) és una actriu finlandesa. Ha actuat en teatre, pel·lícules i sèries de televisió. Va estudiar a la Universitat de Tampere, on es va graduar amb un màster en arts teatrals a la primavera de 2011.

## Trajectòria
Kuustonen va interpretar un dels tres papers protagonistes a la pel·lícula Kesäkaverit, dirigida per Inari Nieme, que es va estrenar l'agost de 2014, on la seva germana gran també va fer un dels papers principals. Ha aparegut a les sèries Sata lasisa i Kansan mies, Raja, Nymfit, Klikkaa mua i Tellus, entre d'altres. També va aparèixer a la pel·lícula Hevi reissu del 2018.
El novembre de 2010, Kuustonen va haver de fugir del seu apartament a causa d'un incendi que es va produir en un restaurant de la planta baixa del mateix edifici del centre de Tampere. L'apartament de Kuustonen va patir danys com a part de l'incendi de la pizzeria Julietin, en el qual van morir tres persones.